# Dơi quạ Yap
Pteropus yapensis là một loài động vật có vú trong họ Dơi quạ, bộ Dơi. Loài này được K. Andersen mô tả năm 1908.
Loài dơi này được tìm thấy trên đảo Yap.

## Hình ảnh